# Wielersport op de Olympische Zomerspelen 2020 – teamsprint mannen
De teamsprint voor de mannen op de Olympische Zomerspelen 2020 vond plaats op dinsdag 3 augustus 2021 in de Velodroom van Izu.  

## Resultaten

### Kwalificatie
| rang | land             | rijders                                           | tijd   | Opmerking |
| ---- | ---------------- | ------------------------------------------------- | ------ | --------- |
| 1    | Nederland        | Roy van den Berg Harrie Lavreysen Matthijs Büchli | 42,134 | OR        |
| 2    | Groot-Brittannië | Ryan Owens Jack Carlin Jason Kenny                | 42,231 |           |
| 3    | AUS              | Matthew Richardson Nathan Hart Matthew Glaetzer   | 42,371 |           |
| 4    | Frankrijk        | Florian Grengbo Sébastien Vigier Rayan Helal      | 42,722 |           |
| 5    | Nieuw-Zeeland    | Sam Dakin Ethan Mitchell Sam Webster              | 43,066 |           |
| 6    | Russische ploeg  | Ivan Gladysjev Denis Dmitrjev Pavel Jakoesjevski  | 43,097 |           |
| 7    | Duitsland        | Timo Bichler Stefan Bötticher Maximilian Levy     | 43,140 |           |
| 8    | Polen            | Mateusz Rudyk Patryk Rajkowski Krzysztof Maksel   | 43,516 |           |

### Eerste ronde
- Op basis van de kwalificatie werden de series ingedeeld. De winnaars van elke serie plaatsten zich voor de finales. De snelste twee winnaars plaatsten zich voor de strijd om olympisch goud. De andere twee winnaars streden om brons.

| rang | serie | land             | rijders                                            | tijd   | Opmerking |
| ---- | ----- | ---------------- | -------------------------------------------------- | ------ | --------- |
| 1    | 4     | Nederland        | Jeffrey Hoogland Harrie Lavreysen Roy van den Berg | 41.431 | F, OR     |
| 2    | 3     | Groot-Brittannië | Jack Carlin Jason Kenny Ryan Owens                 | 41,829 | F         |
| 3    | 2     | AUS              | Matthew Glaetzer Nathan Hart Matthew Richardson    | 42,103 | BF        |
| 4    | 1     | Frankrijk        | Florian Grengbo Rayan Helal Sébastien Vigier       | 42,294 | BF        |
| 5    | 3     | Duitsland        | Timo Bichler Stefan Bötticher Maximilian Levy      | 42,733 |           |
| 6    | 2     | Russische ploeg  | Denis Dmitrjev Ivan Gladysjev Pavel Jakoesjevski   | 42,915 |           |
| 7    | 1     | Nieuw-Zeeland    | Sam Dakin Ethan Mitchell Sam Webster               | 42,978 |           |
| 8    | 4     | Polen            | Krzysztof Maksel Patryk Rajkowski Mateusz Rudyk    | 43,307 |           |

### Finales
| rang            | land             | rijders                                            | tijd   | Opmerking |
| --------------- | ---------------- | -------------------------------------------------- | ------ | --------- |
| Finale          |                  |                                                    |        |           |
| Goud            | Nederland        | Jeffrey Hoogland Harrie Lavreysen Roy van den Berg | 41,369 | OR        |
| Zilver          | Groot-Brittannië | Jack Carlin Jason Kenny Ryan Owens                 | 44,589 |           |
| Bronzen finale  |                  |                                                    |        |           |
| Brons           | Frankrijk        | Florian Grengbo Rayan Helal Sébastien Vigier       | 42,331 |           |
| 4               | Australië        | Matthew Glaetzer Nathan Hart Matthew Richardson    | 44,013 |           |
| Om plaats vijf  |                  |                                                    |        |           |
| 5               | Duitsland        | Timo Bichler Stefan Bötticher Maximilian Levy      |        |           |
| 6               | Russische ploeg  | Denis Dmitrjev Ivan Gladysjev Pavel Jakoesjevski   | DQ     |           |
| Om plaats zeven |                  |                                                    |        |           |
| 7               | Nieuw-Zeeland    | Ethan Mitchell Callum Saunders Sam Webster         | 43,703 |           |
| 8               | Polen            | Krzysztof Maksel Patryk Rajkowski Mateusz Rudyk    | 46,431 |           |

2000: Gané, Tournant, Rousseau ·
2004: Wolff, Nimke, Fiedler ·
2008: Staff, Kenny, Hoy ·
2012: Kenny, Hoy, Hindes ·
2016: Hindes, Kenny, Skinner ·
2020: Van den Berg, Büchli, Lavreysen, Hoogland
2024: Van den Berg, Lavreysen, Hoogland